# Justowanie

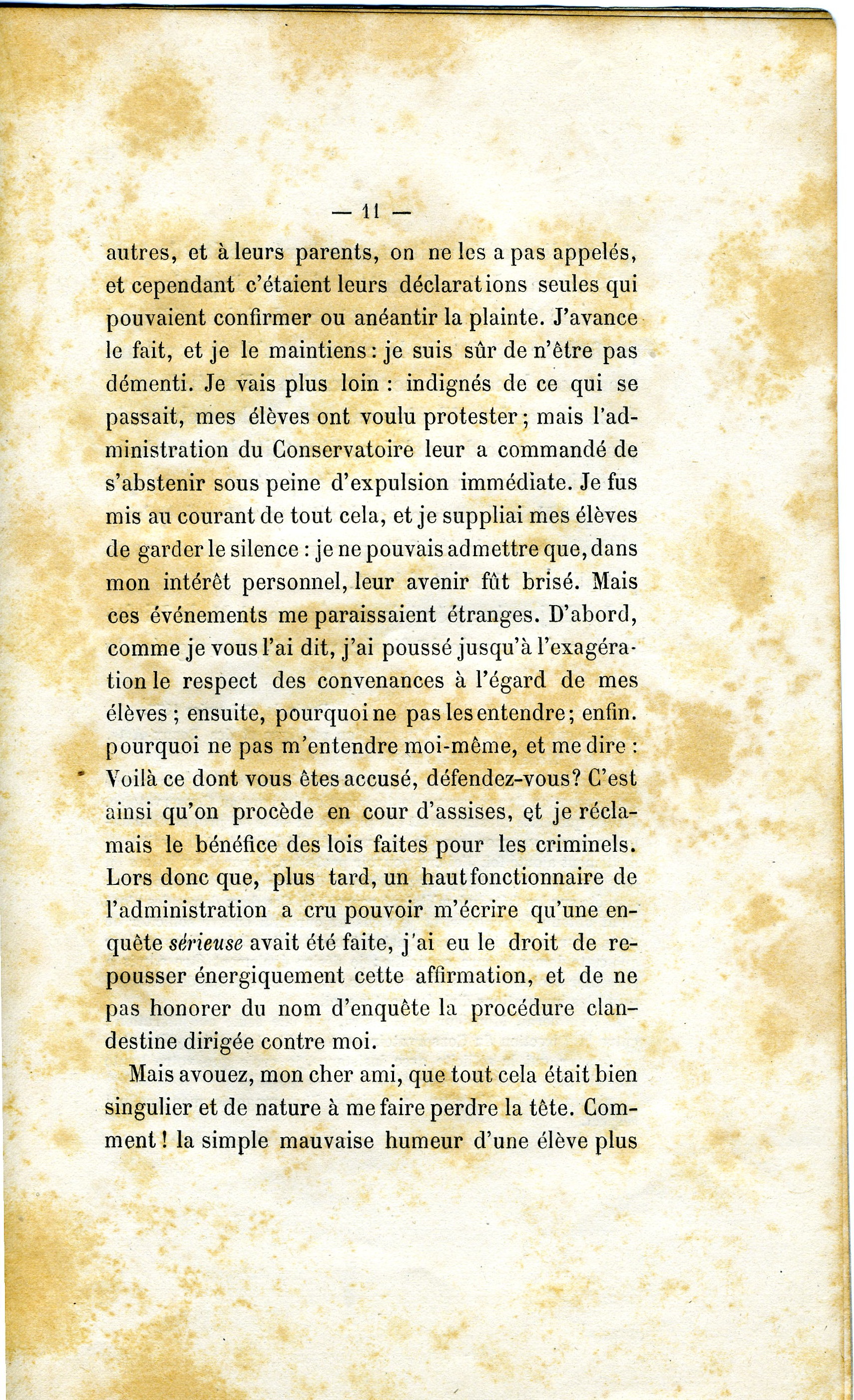
Wyjustowana kolumna tekstu w książce

Justowanie (inne nazwy to: justowanie tekstu, justowanie składu, wyjustowanie, wyrównywanie tekstu oraz potocznie, raczej niepoprawnie justyfikacja) – termin zecerski, przeniesiony także do DTP, oznaczający formowanie bloku tekstu poprzez wyrównanie położenia jego wierszy w celu nadania całości jednolitego, estetycznego wyglądu. Rozróżniamy:
- justowanie poziome – wyrównanie do lewego marginesu, do prawego, centralnie (w osi) lub wyrównanie jednocześnie do obu marginesów; na wyrównywanie tylko do jednego z marginesów mówi się potocznie skład w chorągiewkę
- justowanie pionowe – do początku łamu, do końca, jednocześnie do obu, centralnie lub do zadanej linii bazowej (czyli równo od siebie oddalonych równoległych linii o ustalonym położeniu); justowanie pionowe ma znaczenie w układzie wielołamowym

Potocznie tekstem justowanym bądź wyjustowanym nazywa się często skład wyrównany do obu marginesów jednocześnie.
Sposób justowania powinien być stosowany konsekwentnie we wszystkich akapitach danego tekstu. Odstępstwem mogą być wyróżnienia w postaci cytatów (np. linijki poezji w tekście prozą). W przypadku justowania tekstu jednocześnie do obu marginesów, pierwszy wiersz akapitu (tzw. wiersz akapitowy) może nadal posiadać wcięcie akapitowe, natomiast ostatni wiersz akapitu (tzw. wiersz końcowy) zazwyczaj jest justowany nadal tylko do jednego z marginesów.